# Marina Pankowa
Marina Anatoljewna Pankowa (ros. Марина Анатольевна Панкова), z d. Nikulina (ros. Никулина; ur. 3 marca 1963 w Bracku, zm. 5 listopada 2015 w Moskwie) – rosyjska siatkarka. Mistrz Sportu ZSRR od 1983 i Zasłużony Mistrz Sportu ZSRR od 1988 roku.

## Kariera klubowa
Siatkówkę zaczęła trenować w 1975 roku. Na początku kariery reprezentowała klub Politechnik Irkuck, a później była zawodniczką Politechniku Czelabińsk. W 1986 roku trafiła do Urałoczki Jekaterynburg, z którą w latach 1986–1991 zdobywała mistrzostwo ZSRR, a w 1987, 1989 i 1990 wygrywała Puchar Europy Mistrzyń Krajowych. W latach 1993–1995 reprezentowała CV Murcia, z którą trzykrotnie zdobyła mistrzostwo Hiszpanii, a w 1996 była zawodniczką Urałtransbanku Jekaterynburg.

## Kariera reprezentacyjna
W kadrze narodowej (najpierw ZSRR, potem WNP, a następnie Rosji) grała w latach 1987–1996. Wraz z reprezentacją trzykrotnie wystąpiła na igrzyskach olimpijskich: w 1988 z kadrą ZSRR zdobyła złoty medal, w 1992 z kadrą WNP wywalczyła srebro, a w 1996 z reprezentacją Rosji zajęła 4. miejsce. W 1990 została mistrzynią świata, a w 1991 i 1993 mistrzynią Europy. W 1987 została wicemistrzynią Europy, a w 1994 zdobyła brązowy medal mistrzostw świata.

## Życie osobiste
Jej mąż Wadim jest trenerem siatkarskim. Miała z nim dwoje dzieci: córkę Jekatierinę i syna Pawła, którzy również są siatkarzami.
Zmarła 5 listopada 2015.